# Лотар фон Йотинген
Лотар фон Йотинген (на немски: Lothar/Loth von Oettingen; * между 1531 и 1532; † 7 април 1566) е граф на Йотинген в Швабия, Бавария.
Той е най-малкият син на граф Лудвиг XV фон Йотинген-Йотинген (1486 – 1557) и съпругата му графиня Мария Салома фон Хоенцолерн-Хайгерлох (1488 – 1548), дъщеря на граф Айтел Фридрих II фон Хоенцолерн (1452 – 1512) и Магдалена фон Бранденбург (1460 – 1496).
Лотар фон Йотинген умира на 7 април 1566 г. на ок. 35 години.

## Фамилия
Лотар фон Йотинген се жени на 1 юни/юли 1561 г. в Риксинген, Франция за племенницата си Клаудия фон Хоенфелс († 1582), дъщеря на Йохан II фон Хоенфелс и Катарина фон Насау-Висбаден-Идщайн (1515 – 1540), дъщеря на граф Филип I фон Насау-Висбаден-Идщайн. Бракът е бездетен. Нейният баща Йохан фон Хоенфелс е женен втори път от 29 юни 1542 г. за сестра му графиня Мария Сидония фон Йотинген-Йотинген († 1596).
Клаудия фон Хоенфелс се омъжва втори път 1566 г. (тайно) и официално 1569 г. за брат му граф Лудвиг XVI фон Йотинген-Йотинген († 1569).